# Джейн Велш Карлайл
Джейн Бейлі Карлайл (уродж. Велш; англ. Jane Welsh Carlyle; ́(14 січня 1801 , Ліван і Хаддінгтон, Східний Лотіан  — 21 квітня 1866 , Гайд-парк, Великий Лондон і Лондон ) — шотландська письменниця та дружина шотландська письменника Томаса Карлайля.
За своє життя не опублікувала жодної літературної праці, але багато хто вважав її видатним автором листів. Вірджинія Вульф назвала її однією з «великих авторок листів», а Елізабет Гардвік описала її роботу як «приватну письменницьку кар'єру».

## Життєпис
Джейн Бейлі Велш народилася 14 липня 1801 року в Гаддінгтоні, Східний Лотіан в родині Грейс Кеплегілл та Джона Велша (1770—1819).

### Одруження з Томасом Карлайлом

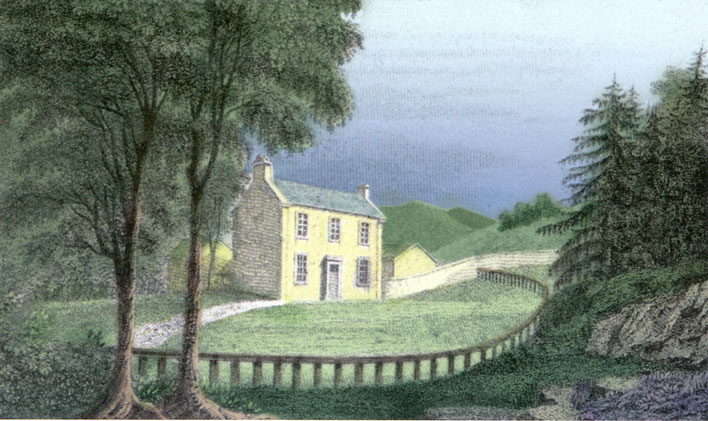
Будинок Крейгенпуттока в 1829 році

Вихователь Джейн Едвард Ірвінг познайомив її з Карлайлом у 1821 році, з яким у неї виникли взаємні романтичні стосунки. Пара одружилася в 1826 році і переїхала до 21 Comely Bank в Единбурзі. У 1828 році вони переїхали до Крейгенпуттока. Томас часто був зайнятий написанням літературних творів, а Джейн сумлінно виконувала роботу по дому. У 1834 році Карлайли переїхали на 5 Cheyne Row у Челсі у Лондоні. Джейн взяла на себе додаткову заняття намагаючись підтримувати тишу навколо їх житла, щоб її чоловік міг спокійно займатися літературною творчістю. Філліс Роуз написала: «Квінтесенцією ролі Джейн у шлюбі була її безперервна боротьба за захист свого чоловіка від співу півнів».
У листі до чоловіка 1844 року Джейн написала про цю домовленість. «Минулої ночі я спав набагато краще — незважаючи на голоси півнів різної потужності, собаку та значний гуркіт возів! але зло від цих речей не подвоювалося чи не потроювалося для мене відображенням того, що вам вони, перш за все, не давали спати». Незважаючи на такі зауваження, шлюб був остаточно повним коханням, як показує ще один лист, надісланий тижнем пізніше: "Відтоді, як я прийшов сюди, я завжди дивуюся, як я можу колись у своєму найзлішому настрої говорити про те, що покину тебе назавжди, щоб переконатися, чи Я мав залишити вас сьогодні, виходячи з того принципу, що мені обов'язково потрібно повернутися завтра, щоб побачити, як ви це сприймаєте! "
Їхнє достатньо ґрунтовне листування було опубліковано. З листів видно, що прихильність пари була затьмарена частими сварками. Семюель Батлер одного разу написав: «Боже було дуже добре дозволити Карлайлу та місіс Карлайл одружитися одному з одним і таким чином зробити нещасними лише двох людей замість чотирьох».
Маргарет Оліфант, особиста подруга Карлайлів, висловила думку, що «виразка» шлюбу походить головним чином через Джейн. Біограф Карлайла Джеймс Ентоні Фруд посмертно опублікував свою думку, засновану на «плітках і чутках», поширених Джеральдін Джюсбері , що шлюб залишився неукладеним. Це уявлення заперечували члени родини Карлайлів, Оліфант, Джеймс Крайтон-Браун та інші.
Історик Пол Джонсон зазначає в Creators, що Джейн Карлайл не лише дратувала свого чоловіка, але й робила різкі коментарі про інших. Однією з цілей була її колега-письменниця Джордж Еліот (Мері Енн Еванс), чиє рішення відкрито жити зі своїм одруженим коханцем Джорджем Генрі Льюїсом викликало скандал у вищому лондонському суспільстві. Одного вечора, побачивши пару в театрі, Джейн зауважила про Еліота: «Бідна душа! Ніколи не було більш абсурдного прорахунку, ніж те, що вона визнала себе неналежною жінкою. Вона виглядає уособленням Пристойності. О, так повільно!»
У біографії Лі Ханта від Poetry Foundation сказано, що його знаменитий вірш «Jenny Kiss'd Me» був натхненний дружиною Карлайла.
Джейн заздрила дружбі її чоловіка зі світською левицею та господинею леді Гаррієт Мері Монтегю (пізніше леді Ешбертон). Незважаючи на платонічний характер дружби, Джейн висловила свою ревнощі та гнів у листі, датованому 1856 роком.

### Стосунки з Джеральдін Джюсбері

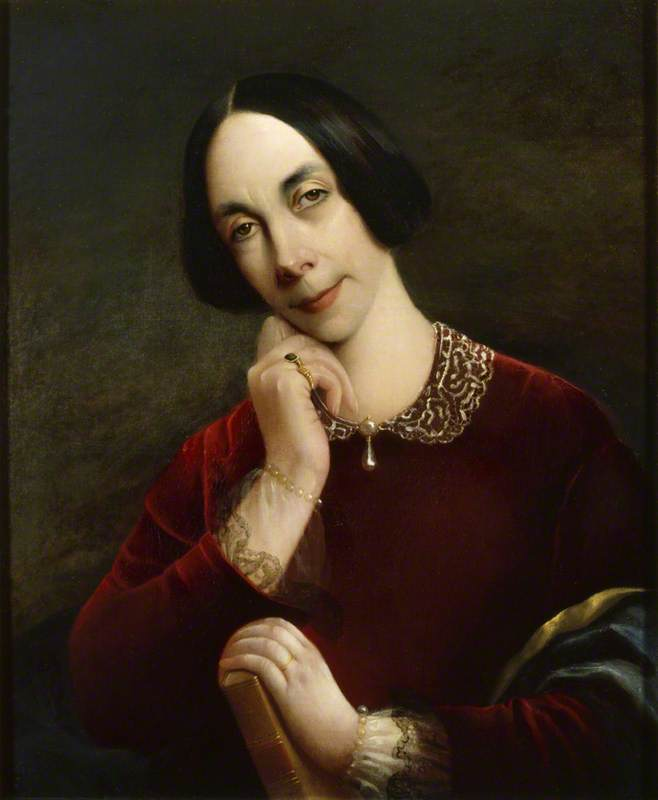
Джейн Велш Карлайл, бл. 1856, місіс Полет — Національний трест, дім Карлайля; Надано The Public Catalog Foundation

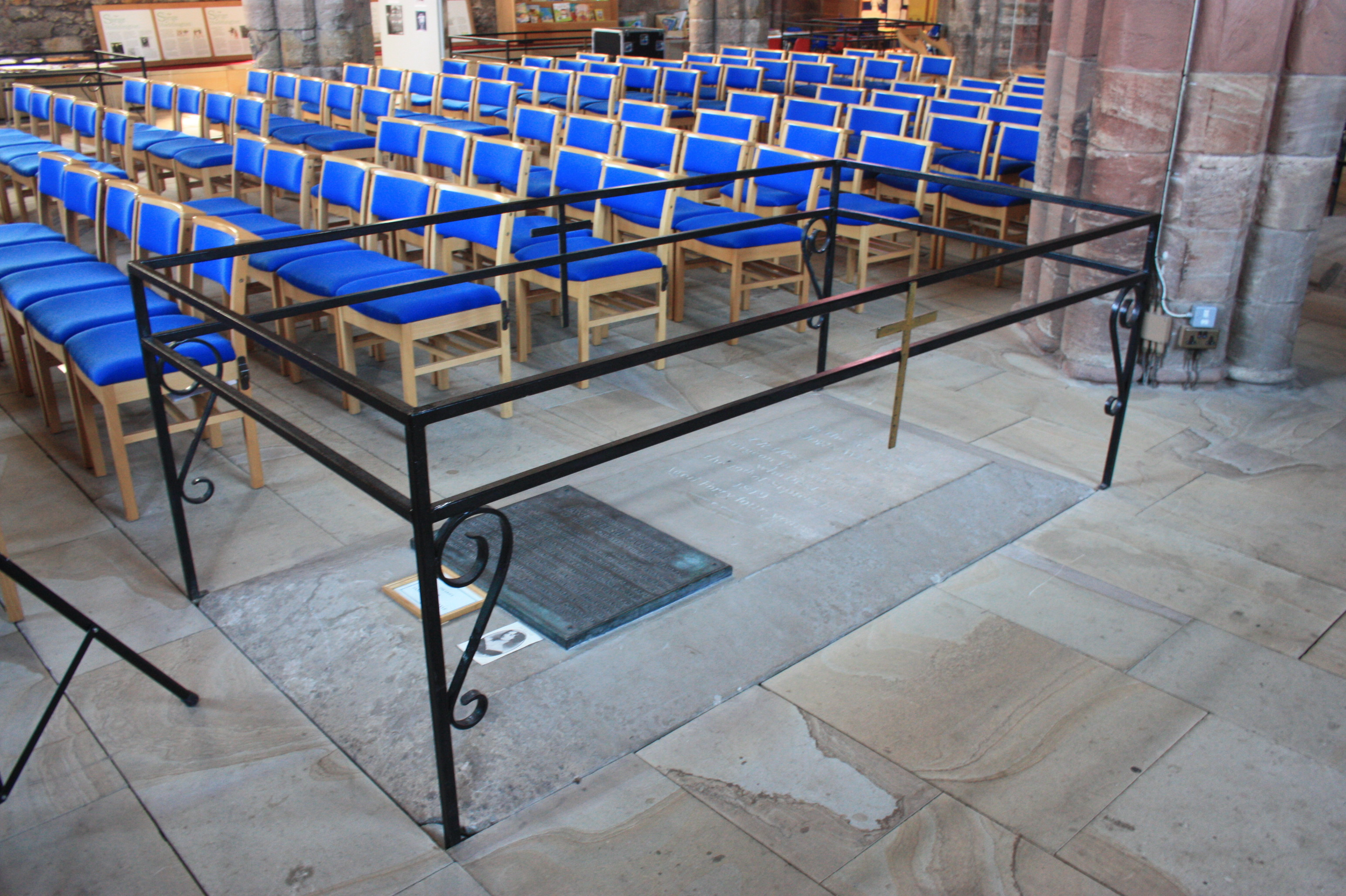
Могила Джейн Велш Карлайл, церква Святої Марії, Гаддінгтон

Джейн пов'язувала давню дружбу та листування з британською письменницею Джеральдін Джюсбері. Дві жінки вперше зустрілися в 1841 році, коли листи Джюсбері до Карлейла, в яких висловлювалося захоплення його мистецтвом і її релігійні сумніви спонукали його запросити її на 5 Cheyne Row. Джюсбері переживала депресивний період, але вона також зв'язалася з Томасом у надії увійти до літературного співтовариства Англії. Коли Карлайл висловив ідею повторного візиту в 1843 році, Джейн завагалася, нарешті зізнавшись Карлайлу: "Я боюся, що мати її поруч із ранку до вечора було б жахливо виснажливо! « Вона скаржилася на те, що Джюсбері „завжди“ перебуває у стані емоцій, капаючи гарячі сльози на мої руки, спостерігаючи за мною та метушачись». У той час як листи Джейн були знищені Джюсбері згідно з домовленістю знищити їхнє листування перед їх смертю, раптова смерть Джейн завадила їй знищити половину листування з Джеральдін.  Листи Джюсбері свідчать про її пристрасні почуття до Джейн: «Я відчуваю у тобі більше кохану, ніж подругу».
У них часто виникали розбіжності із найактуальніших соціальних питань епохи, таких як місце чоловіка в житті жінки та призначення жінки в суспільстві. Джюсбері не була проти шлюбу, але вважала, що чоловік і жінка повинні бути рівними у шлюбі; вона не спостергіала подібного в сімейному житті Карлейлів, тому критикувала за це чоловіка. Джейн часто намагалася познацомити Джеральдін Джюсбері з відповідними її статусу холостяками в Лондоні. Однак ніхто з них не зацікавив Джеральдін. Від так, вона ніколи не одружувалася.

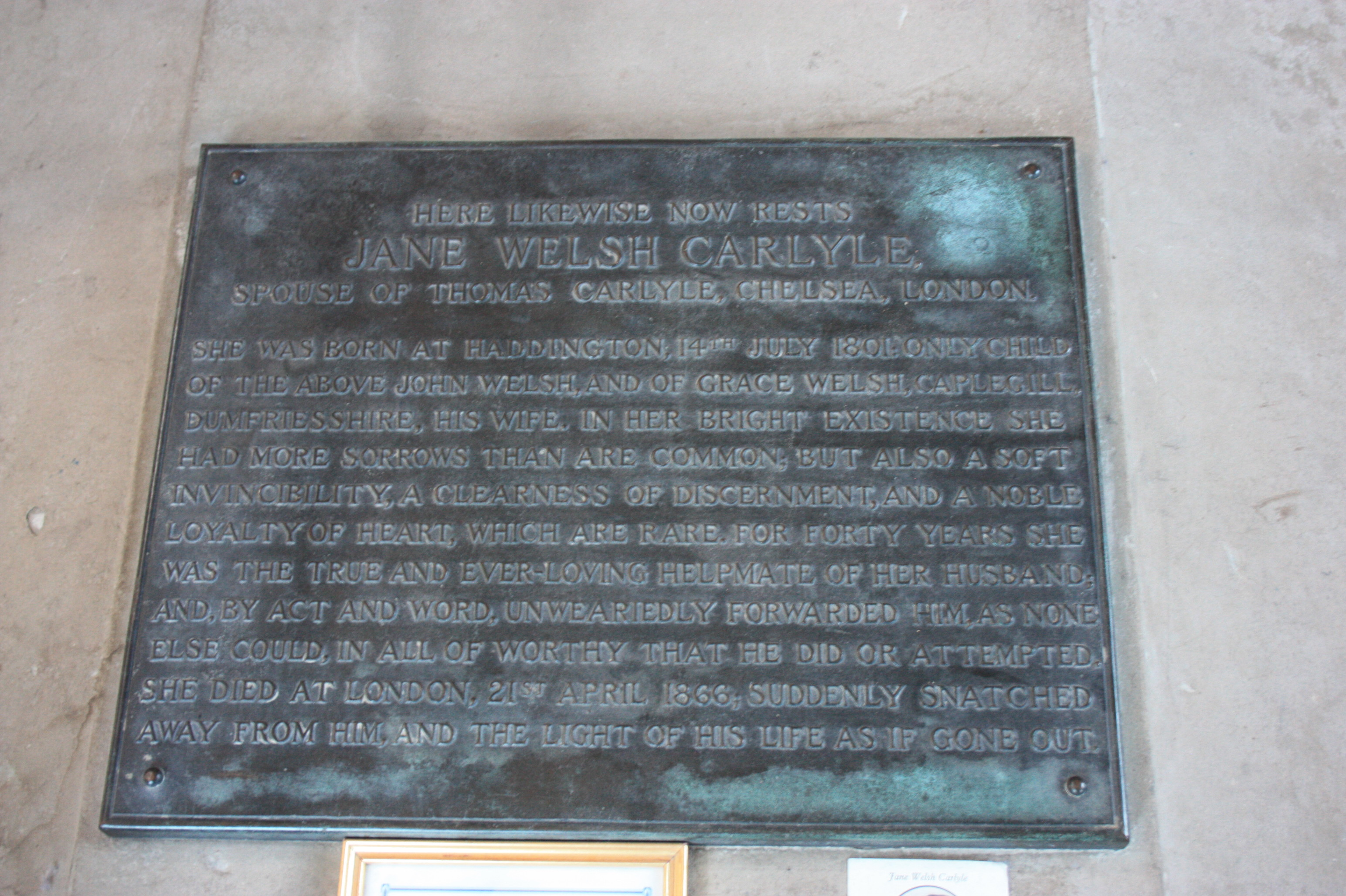
Меморіальна дошка Джейн Велш Карлайл у церкві Святої Марії в Гаддінгтоні.

Коли вони були в добрих стосунках, Джейн допомагала Джюсбері з багатьма її літературними творами, включно з двома найпопулярнішими романами письменниці Zoe: the History of Two Lives і The Half Sisters, які Джеральдін хотіла присвятити їй.
У 1857 році в Джеральдін Джюсбері зав'язалися стосунки з Волтером Мантеллом, і обидві жінки віддалилися. Але наприкінці її життя, коли Джейн була дуже хвора, вони відновили колишні відносини. Коли Джейн померла, Джюсбері говорила про неї як про «друга мого серця».
Британська феміністка Вірджинія Вульф написала статтю в 1929 року в Times Literary Supplement, засновану на листах Джюсбері до Джейн Карлайл, пізніше опублікованих у «The Second Common Reader». Їхні стосунки були визнані їх сучасниками з письменницького кола, незважаючи на злети та падіння їхньої дружби.

## Листи

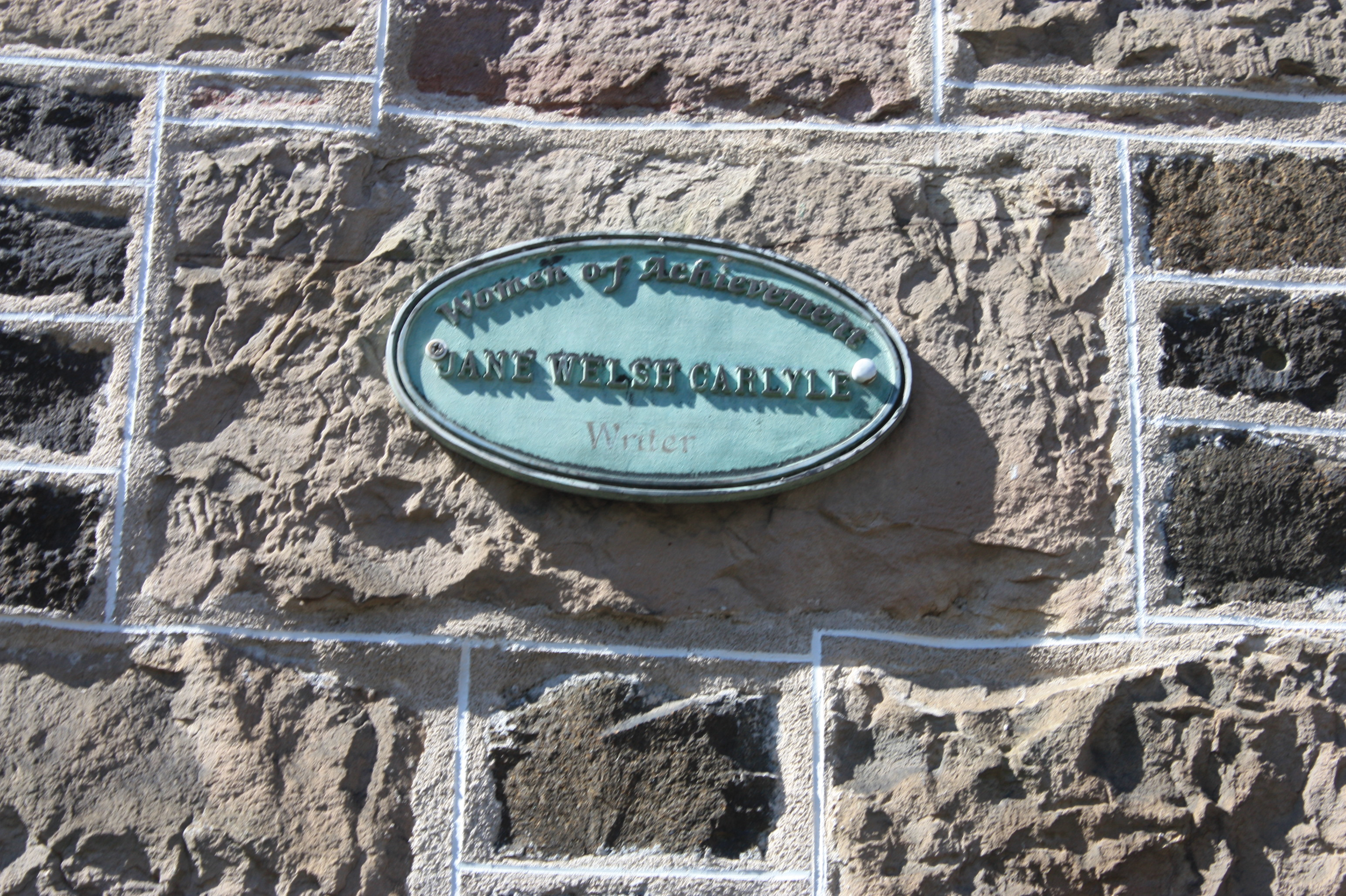
Меморіальна дошка Джейн Велш Карлайл, Джордж-сквер, 23 в Единбурзі.

Протягом усього свого життя Джейн Карлайл мистецьки писала листи. «Газета дуже приємна, коли ви взагалі нічого не очікуєте; але коли вона приходить замість листа, це позитивна образа для ваших почуттів». Саме її чоловік створив уявлення про Джейн як про літературний талант завдяки своїй часто цитованій реакції на читання її листів (8 липня 1866):
Увесь учорашній день я провів за читанням й упорядкуванням Листів 1857 року; таке щоденне читання, якого я, можливо, ніколи не мав у своєму житті. … Її страждання здаються трохи меншими ніж у лікарняній гарячковій палаті, коли вона боляче тягне себе; і все ж постійно є такий електричний злив всесвітнього блиску, проникливості, визнання, мудрої проникливості, простого ентузіазму, гумору, витонченості, терпіння, сміливості, любові,—і, нарешті, спонтанної благородності розуму та інтелекту, — як я не знаю де провести паралель!
Він продовжив оцінку її письменницьких талантів, яка стала основою для тверджень, що Джейн могла б бути прекрасною романісткою, якби тільки вона не вийшла за нього заміж:
Щодо «таланту», епістолярії та іншого, то ці листи, як я вважаю, рівноцінні та перевершують усе найкраще, що я знаю, що існує в такому роді; за «талант», «геній» або як би ми це не називали, який доказ, якби це було потрібно моїй маленькій жінці! Мені здається, що не всі Санди та Еліоти та лепетні коху [гурти] «знаменитих писанкарських жінок», які ходили по всьому світу в мій час, могли б, як мені здається, створити одну таку жінку, якщо все це зварити й перегнати до суті.
Ці уривки відображають горе Карлайля у відповідь на зміст листів Джейн. Філліс Роуз пише, що "небагато жінок в історії — чи навіть літературі — були більш успішними в тому, щоб змусити своїх чоловіків почуватися винними, ніж Джейн Карлайл.
Френсіс Вілсон пише, що «листи Джейн, які нічого не втратили у своїй свіжості та безпосередності, одразу переносять нас у її внутрішній світ, або, радше, у світ, який вона вирішила побудувати. Вона сприймала свої листи як римську флеву… вона записувала розмови, малювала те, що вона називала „драмами в одній сцені“, і змінювала свої дні для отримання комічного ефекту».
Шотландський філософ Девід Джордж Річі, товариш родини Карлейлів, у 1889 році опублікував збірку її листів під назвою «Ранні листи Джейн Велш Карлайл». З того часу було зібрано та опубліковано кілька листів Карлайл, включаючи багатотомну колекцію листування Джейн і Томаса.
У 1973 році американський учений Г. Б. Теннісон описав її як «одну з рідкісних вікторіанських дружин, які самі по собі мають літературний інтерес… щоб їх запам'ятали як одну з видатних авторок листів (у деяких аспектах талановитіших за мистецтво свого чоловіка) дев'ятнадцятого століття. Схоже — це слава, яка перевершує мрії жадібності». 

## Смерть та вшанування
Джейн Велш Карлайл померла в Лондоні 21 квітня 1866 року на 65-му році життя й похована разом із батьком у колегіальній церкві Св. Марії в Гаддінгтоні. Могила (відгороджена огорожею) стоїть всередині церкви ближче до західного притвору.
Меморіальна дошка Джейн встановлена на західній стороні Джордж-сквер в Единбурзі (Шотландії).